# Блешка (Васлуј)
Блешка (рум. Bleșca) насеље је у Румунији у округу Васлуј у општини Иванешти. Oпштина се налази на надморској висини од 181 m.

## Становништво
Према подацима из 2002. године у насељу је живело 467 становника, од којих су сви румунске националности.